# Politik Kills (Remixes)
Politik Kills è un EP di Manu Chao uscito nel 2008. Il disco è un insieme di versioni remixate del singolo Politik Kills, estratto dall'album La Radiolina.

## Brani
1. Politik Kills (Dennis Bovell & Linton Kwesy Johnson remix) 3:17
2. Politik Kills (Prince Fatty remix) 6:13
3. Politik Kills (Chris Blackwell & Paul Groucho Smykle remix) 2:47
4. Politik Kills (Rude Barriobeat remix) 3:57
5. Politik Kills (David B. remix) 2:55
6. Politik Kills (Prince Fatty Instrumental remix) 6:22
7. Politik Kills (Dennis Bovell & Linton Kwesi Johnson Dub remix) 3:27
8. Politik Kills (Rude Barriobeat Instrumental remix) 3:56
9. Politik Kills (David B. Instrumental remix) 5:13